# Zoe Boyle
Zoe Boyle (nacida el 1 de enero de 1989) es una actriz inglesa conocida por sus papeles televisivos como Lavinia Swire en Downton Abbey y Trinity Ashby en Sons of Anarchy.

## Educación
Boyle asistió a la Royal Central School of Speech & Drama, en la Universidad de Londres y se graduó en 2006.

## Carrera
El primer papel importante de Boyle fue en la serie Downton Abbey como Lavinia Swire. Luego pasó a conseguir papeles recurrentes en las series de televisión Breathless, Frontier y Witless.

## Filmografía
| Cine | Cine                            | Cine           | Cine  |
| Año  | Título                          | Rol            | Notas |
| ---- | ------------------------------- | -------------- | ----- |
| 2012 | Freeloaders                     | Emma Greenwood |       |
| 2017 | Promise at Dawn                 | La poetisa     |       |
| 2018 | Rémi sans famille               | Sra. Milligan  |       |
| 2021 | The Last Letter from Your Lover | Anne           |       |
| 2022 | Living                          | Sra. McMasters |       |

| Televisión | Televisión                            | Televisión               | Televisión                                  |
| Año        | Título                                | Rol                      | Notas                                       |
| ---------- | ------------------------------------- | ------------------------ | ------------------------------------------- |
| 2009       | Grey's Anatomy                        | Clara “Ceviche” Ferguson | 2 episodios (Temporada 6)                   |
| 2009       | Ghost Whisperer                       | Amber Heaton             | Episodio: «Birthday Presence»               |
| 2009       | Lewis                                 | Hope Ransome             | Episodio: «The Point of Vanishing»          |
| 2009       | Agatha Christie's Poirot              | Jinny Boynton            | Episodio: «Appointment with Death»          |
| 2010       | Sons of Anarchy                       | Trinity “Triny” Ashby    | 7 episodios (Temporada 3)                   |
| 2011       | Downton Abbey                         | Lavinia Swire            | 7 episodios (Temporada 2)                   |
| 2013       | Breathless                            | Jean Truscott            | 6 episodios (Temporada 1)                   |
| 2014       | Blandings                             | Pauline Petite           | Episodio: «Lord Emsworth Acts for the Best» |
| 2015       | The Astronaut Wives Club              | Jo Schirra               | Elenco principal (10 episodios)             |
| 2016–2018  | Witless                               | Rhona                    | Elenco principal (15 episodios)             |
| 2016–2018  | Frontier                              | Grace Emberly            | Elenco principal (18 episodios)             |
| 2018       | Death in Paradise                     | Cressida Friend          | Episodio: «Meditated In Murder»             |
| 2019       | Four Weddings and a Funeral           | Gemma                    | Miniserie; Elenco principal (10 episodios)  |
| 2022       | That Dirty Black Bag                  | Michelle                 | Elenco principal (8 episodios)              |
| 2024       | Tomb Raider: The Legend of Lara Croft | Camilla Roth (voz)       | Elenco recurrente (5 episodios)             |

| Teatro | Teatro                | Teatro          | Teatro                    |
| Año    | Obra                  | Rol             | Notas                     |
| ------ | --------------------- | --------------- | ------------------------- |
| 2008   | King Lear             | Lady in Waiting | Royal Shakespeare Company |
| 2012   | Cat on a Hot Tin Roof | Maggie          | West Yorkshire Playhouse  |